# 내 여자친구는 상남자
《내 여자친구는 상남자》는 2025년 7월 23일부터 8월 28일까지 방송 중인 KBS 2TV 수목 드라마다.

## 기획 의도
어느 날 갑자기 내 여자친구가 남자가 되었다?!
하루 아침에 꽃미남이 되어버린 여자친구 지은과 그런 여친을 포기할 수 없는 여친 바라기 윤재가 펼치는 대환장 로맨스

## 제작진

### 제작사
- 스튜디오 N
- 블리썸엔터테인먼트
- 플레이 그라운즈

### 극본
- 이해나

### 연출
- 유관모

## 등장 인물

### 주요 인물
- 윤산하 : 박윤재 (20대) 역 - 연희대 천문학과 재학생, 성실한 알바생. K장남. 지은의 연인.
- 아린 & 유정후 : 김지은 & 김지훈 (20대) 역 (아역: 조은솔) - 연희대 국어국문학과 재학생, 금쪽같은 둘째딸. 윤재의 연인. 지혜의 여동생. 순호와 춘희의 둘째딸.
- 김지우 : 강민주 (20대) 역 - 연희대 핫 걸, 감히 나의 댕댕이를 건드려?
- 현준 : 이민혁 (20대) 역 - 사랑은 바람처럼, 알바생2.
- 박주원 : 최유리 (20대) 역 (아역: 박수아) - 웹소설 작가, 필명 유리구두, 모태솔로, 개불우정. 지은의 오랜 단짝 친구.
- 최윤라 : 김지혜 (30대) 역 (아역: 김유하) - 지은의 언니, 결혼정보회사 커플매니저, 첫사랑의 형벌. 순호와 춘희의 첫째딸.
- 전수진 : 함정자 (40대) 역 - 카페 사장, 건물주 딸, 나는 솔로.
- 김종훈 : 홍영석 (30대) 역 - 노량진 8수생, 오 지나간 시절이여.
- 유정후 : 김지훈 역

### 지은 가족
- 도지원 : 이춘희 (50대) 역 - 지혜와 지은의 어머니, 순호의 아내. 남다른 가족력. 다신론자?
- 이윤건 : 김순호 (50대) 역 - 지혜와 지은의 아버지, 춘희의 남편. 진정한 순정남.

### 윤재 가족
- 조은숙 : 김은숙 (50대) 역 - 윤재와 윤아의 어머니, 일조의 아내. 독실한 권사님. 아들 사랑이라면 끔찍한 엄마.
- 김광식 : 박일조 (50대) 역 - 윤재와 윤아의 아버지, 부사관 출신 애국자. 아내바라기. 은숙의 남편.
- 이소원 : 박윤아 (10대) 역 - 윤재의 여동생, 일조와 은숙의 둘째딸. 공부 빼고 다 좋은 나이.

### 그 외 인물들
- 한준범 : 민동기 (20대) 역 - 윤재의 천문학과 동기, 민주의 선배. 민주를 짝사랑하는 인물.
- 예원 : 미나 역 - 최유리의 친한 언니.

### 특별출연
- 윤주상 : 이춘희의 친정엄마 역 (4회, 8회, 9회) - 할아버지로 변신한 할머니.

## 시청률
최저 시청률과 최고 시청률은 시청률 조사회사와 지역별로 시청률에 차이가 있을 수 있습니다.
| 2025년 | 2025년   | 2025년         | 2025년       | 2025년 |
| 회차   | 방송일   | AGB 시청률     | AGB 시청률   |        |
| 회차   | 방송일   | 대한민국(전국) | 서울(수도권) |        |
| ------ | -------- | -------------- | ------------ | ------ |
| 제1회  | 7월 23일 | 1.7%           | 1.7%         |        |
| 제2회  | 7월 24일 | 1.1%           | 1.1%         |        |
| 제3회  | 7월 30일 | 1.4%           | -            |        |
| 제4회  | 7월 31일 | 1.2%           | -            |        |
| 제5회  | 8월 6일  | 1.0%           | -            |        |
| 제6회  | 8월 7일  | 1.1%           | -            |        |
| 제7회  | 8월 13일 | 0.9%           | -            |        |
| 제8회  | 8월 14일 | 1.1%           | -            |        |
| 제9회  | 8월 20일 | 0.9%           | -            |        |
| 제10회 | 8월 21일 | %              | %            |        |
| 제11회 | 8월 27일 | %              | %            |        |
| 제12회 | 8월 28일 | %              | %            |        |

## 참고 사항
- 맛스타 작가의 웹툰 중 《언터처블》에 이어 전 세계 기준 두 번째 영상화 작품이자 대한민국 기준 첫 번째 영상화 작품이다. 제작 전 안전을 기원하기 위해 지내는 고사에도 직접 참여했으며 방영 전 인스타그램에 응원 글을 올리기도 했다.

## 같이 보기
- 대한민국의 텔레비전 드라마 목록 (ㄴ)
- 2025년 대한민국의 텔레비전 드라마 목록